# Virgen de Loreto
La Virgen de Loreto o Nuestra Señora de Loreto es una advocación mariana católica, su festividad se celebra el 10 de diciembre. En Argentina, España y otros países es la patrona de las fuerzas aéreas y de la aeronáutica. 

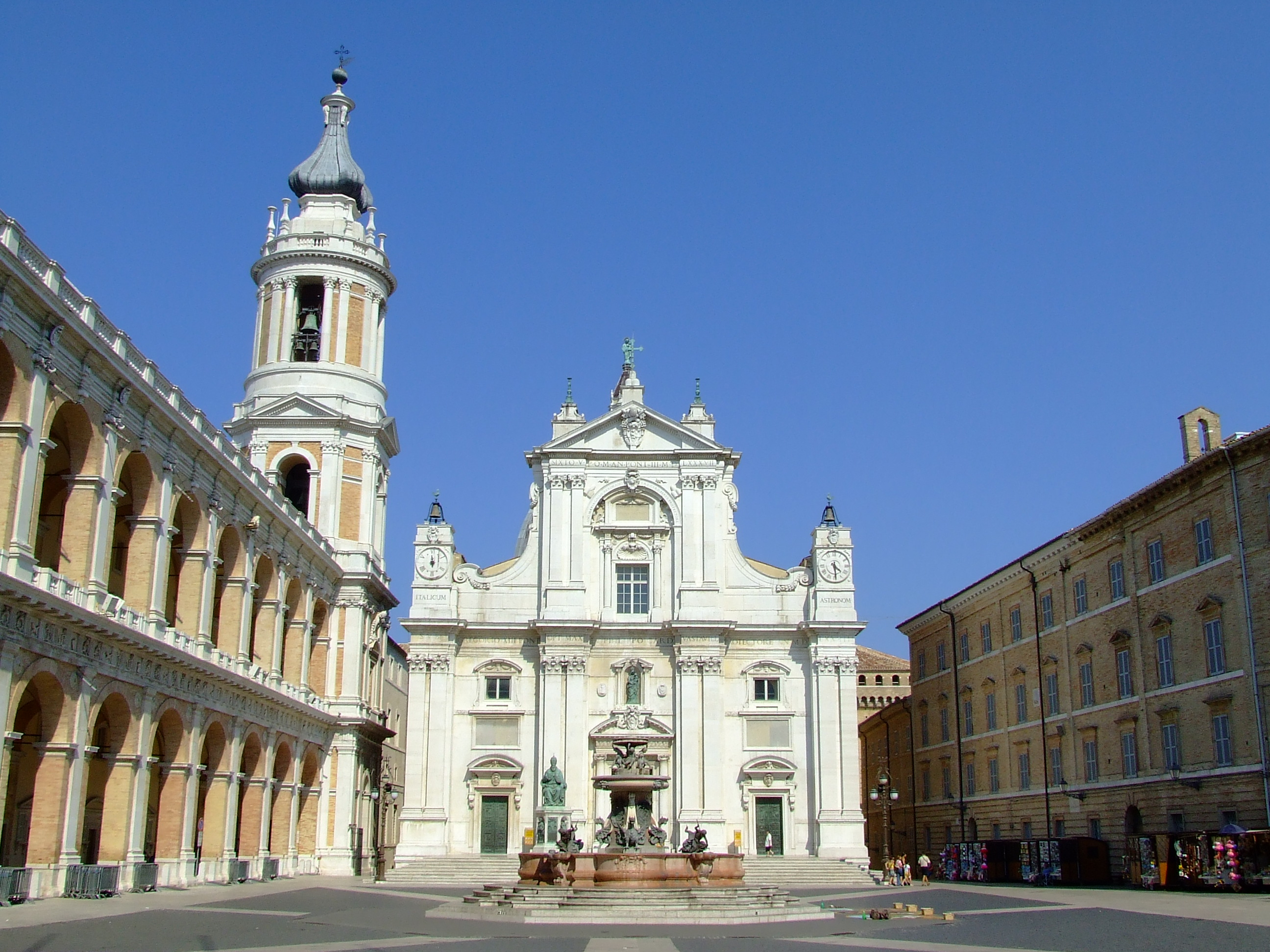
Plaza de la Madonna y fachada de la Basílica del Santuario de Loreto en Italia.

## Historia

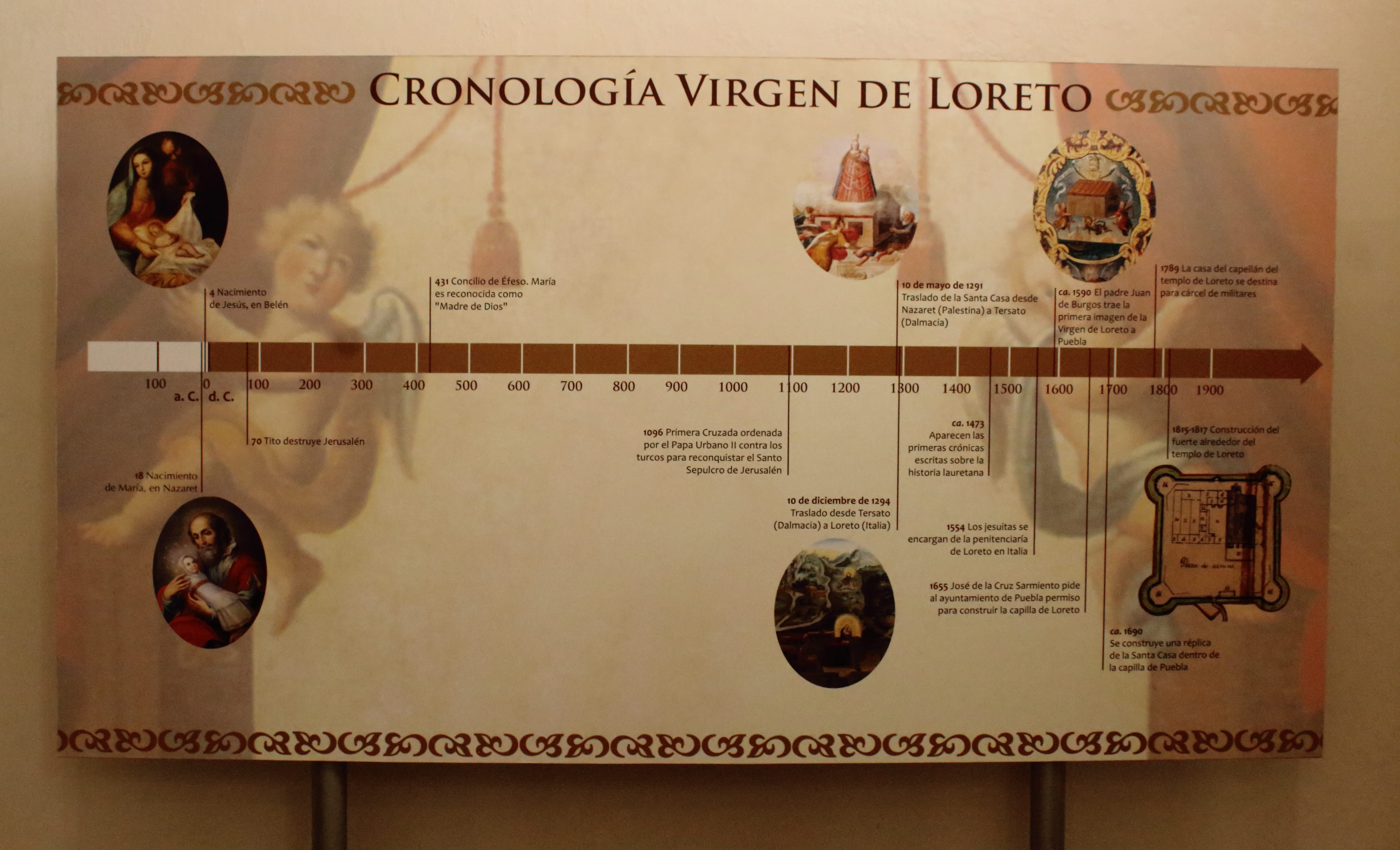
Cronología de la Virgen de Loreto, cuyo culto se dice que comenzó en la que se conoció como la Italia Adrática (1296).

Esta advocación mariana se originó en una tradición del siglo XIII, que nos cuenta que la Santa Casa donde nació la Virgen María -en donde recibió el Anuncio de la Encarnación del Hijo de Dios, y en donde vivió con Jesús y san José-, fue trasladada en el año 1291 desde Nazaret a Tarseto (en Dalmacia, Croacia), para ser protegida y resguardada de todo peligro, puesto que Palestina había sido conquistada por los mamelucos. En el año 1191 los cruzados habían hecho de la ciudad de Acre -renombrada como San Juan de Acre- la nueva sede del reducido Reino de Jerusalén, hasta que en 1291 la ciudad cayó y los cruzados fueron expulsados de toda Palestina.

## El Traslado de la Santa Casa
Según cuenta la leyenda, los ángeles llevaron la Casa cruzando el mar Mediterráneo y el mar Adriático, y la depositaron en Dalmacia. Los pobladores, al verla, no se explicaban cómo había llegado allí, pero supieron que era la Santa Casa cuando la Virgen se apareció a un sacerdote que se encontraba muy enfermo y le contó que esa era la de Nazaret. El sacerdote se sanó inmediatamente y contó la historia a todo el pueblo. Dentro de la Casa había un altar, y en él, una estatuilla de cedro de la Virgen María que tenía al Niño Jesús.

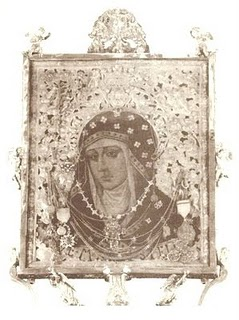
Mare de Déu de Loreto, patrona de Muchamiel (Alicante).

Tres años más tarde, el 10 de diciembre de 1294, la Santa Casa fue nuevamente trasladada a la ribera opuesta del Adriático, a Italia, entre un bosque de laureles. De allí el nombre de Loreto (del latín Lauretum: lugar poblado de laureles).
Todos los habitantes del lugar fueron a ver la Casa, y se postraron ante la imagen de madera de la Virgen María y el Niño; pero otros iban para asaltar a los peregrinos, y por ese motivo, tras ocho meses, la Casa dejó el bosque y fue situada por los ángeles en una colina propiedad de los Condes Stéfano y Simeón Raineldi. Pero ellos discutieron sobre quién era el dueño de la casa y nuevamente fue trasladada a un monte de piedras cercano a la vía principal que llevaba a Recanati. En ese lugar ha permanecido hasta el presente.
El Santuario de la Virgen de Loreto se levantó en el siglo XIV. En su interior se encuentra la Santa Casa. Desde entonces Loreto se ha convertido en un extraordinario centro de peregrinación. Los muros de la basílica con los años se fueron llenando de títulos y advocaciones a la Virgen, lo que dio lugar a las "Letanías Lauretanas", que comenzaron a rezarse por primera vez allí y que fueron aprobadas por el papa Clemente VIII en 1601.
La imagen de nuestra Señora de Loreto está en el interior de la Casa, tiene la túnica tradicional decorativa. El color oscuro de la imagen representa a la estatua original de madera, que con los siglos se oscureció con el hollín de las lámparas del aceite que se usaba en la capilla. En 1921 se destruyó la estatua original en un incendio y otra similar fue colocada en el lugar.
Loreto fue visitado por san Carlos Borromeo, san Josemaría Escrivá, san Luis Gonzaga, santa Teresita del Niño Jesús, san José de Cupertino, San Gabriel de la Dolorosa y san Juan Bosco, y por los pontífices san Juan XXIII, san Pablo VI, san Juan Pablo II y Benedicto XVI, entre otros.
La casa de la Virgen estaba formada por tres paredes adosadas a una cueva excavada en la roca (que se encuentra en la Basílica de la Anunciación de Nazaret). La tradición popular dice que en la noche entre el 9 y 10 de diciembre de 1294, las piedras de la casa de Nazaret fueron transportadas por ángeles por el aire, y por eso la Virgen de Loreto es patrona de los aviadores. De hecho, algunos estudios[cita requerida] encontraron documentos que han confirmado que fue transportada por mar en buques de las cruzadas. Después de la expulsión de los musulmanes de Tierra Santa por los cristianos, un miembro de la familia Angeli, los gobernantes de Epiro, estaba interesado en salvar la Santa Casa de la destrucción, por lo que fue transportada primero a Trsat en la actual Croacia, en 1291, luego a Ancona en 1293 y finalmente a Loreto, el 10 de diciembre de 1294.

## Oración a la Virgen de Loreto
Oh misericordiosa abogada y protectora de los hogares

que se ponen bajo tu amparo y protección,

derrama sobre nosotros santísima bendición, 

para que alejes de mi alma y de este hogar

las penas que nos embargan

y veamos realizados con tu auxilio y la bondad

del divino Señor, los deseos que te pedimos.

Sí, piadosa Virgen, acoge nuestros ruegos con la dulzura

y la piedad que Dios ha puesto en tu corazón.

Protege nuestras empresas, vence nuestras dificultades,

y no permitas jamás que deuda alguna, tanto de nuestra alma,

como material y acechanzas malignas, traspasen los umbrales

de esta humilde casa.

A tu amparo y protección, madre de Dios acudimos.

No desprecies nuestros ruegos y de todos los peligros

Virgen gloriosa y bendita, defiende siempre a tus hijos.

Amén

## Veneración

### Argentina
- Patrona de la Fuerza Aérea de Argentina.
- Patrona del Seminario Mayor de Córdoba.

### BoliviaBolivia
- Patrona del departamento de Beni. 7 de octubre, Lágrimas de la Virgen. 10 de diciembre, fiesta del pueblo que la cobija
- Fuerza aérea boliviana

### ChileChile
- Patrona de la Fuerza Aérea de Chile.
- Patrona de la Iglesia de Achao

### ColombiaColombia
- Patrona de la Fuerza Aérea Colombiana.

### ParaguayParaguay
- Patrona de la Fuerza Aérea Paraguaya .

### VenezuelaVenezuela
- Aviación Nacional de Venezuela.

### EspañaEspaña

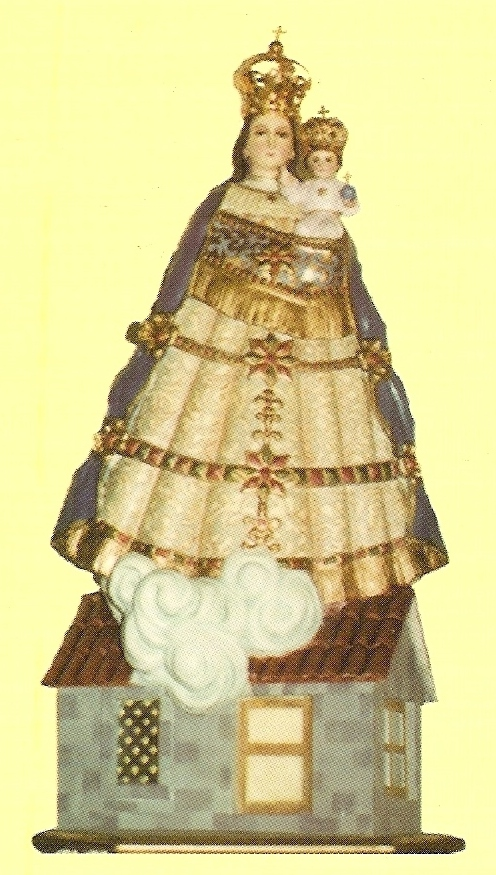
Imagen venerada en el Templo Parroquial de Pesquería, Nuevo León. Donada por la sra. Antonia Garza vda. de González el 1 de enero de 1936

- Bejís (Castellón), primer fin de semana de septiembre.
- Nazar (Navarra), 10 de diciembre
- Algezares (Murcia), 10 de diciembre.
- Barajas (Madrid), 10 de diciembre.
- Aljarafe (Sevilla), 8 de septiembre.[1]
- Argamasón (Albacete), 10 de diciembre
- Aviación, 10 de diciembre
- Cella (Teruel)
- Cifuentes (Guadalajara), 8 de septiembre.[2]
- Colunga (Principado de Asturias), mes de julio

- Cueva Bermeja (Santa Cruz de Tenerife), 23 de septiembre
- Dos Torres (Córdoba), primer domingo de mayo
- Ejército del Aire de España, 10 de diciembre
- Higuera de Vargas (Badajoz), primer fin de semana de junio
- Huete (Cuenca), 10 de diciembre
- Jávea (Alicante), 8 de septiembre
- Jumilla (Murcia), 10 de diciembre
- Llardecans, 10 de diciembre
- Muchamiel (Alicante), 1 de marzo y 9 de septiembre
- Peñacastillo (Cantabria), mes de julio
- Santa Pola (Alicante), 8 de septiembre
- Ciudad del Aire, Santiago de la Ribera (Murcia), 10 de diciembre
- Segorbe (Castellón), 10 de diciembre
- Socuéllamos (Ciudad Real), 8 de septiembre
- Tarragona, 8 de septiembre.
- Escuela Técnica Superior de Ingeniería Aeronáutica y del Espacio (Universidad Politécnica de Madrid), 10 de diciembre
- Ciudad del Aire (Alcalá de Henares) (Madrid), 10 de diciembre

### MéxicoMéxico
- Banámichi (Sonora) 8 septiembre

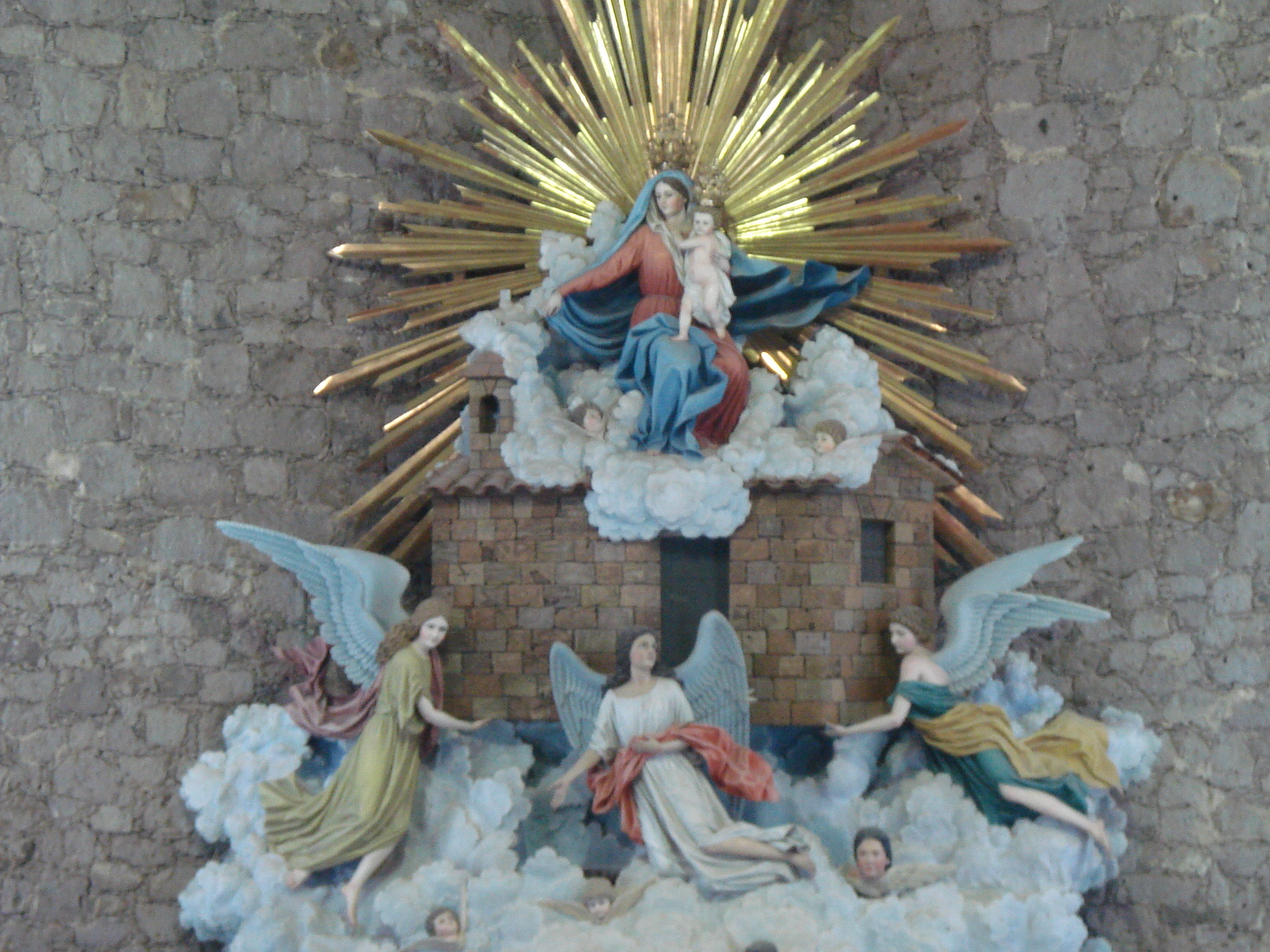
Durante 15 días esta imagen es venerada en Loreto, Zacatecas. del 26 de noviembre al 10 de diciembre.

- Bacadéhuachi (Sonora), 8 de septiembre
- Burgos (Tamaulipas), 15 de agosto
- Españita, Tlaxcala, 8 de septiembre
- Loreto (Zacatecas), 10 de diciembre.
- Loreto Río Grande Zacatecas 10 de diciembre
- Gonzales Ortega Bañon, Villa de Cos, (Zacatecas), 8 de septiembre.
- Loreto (Baja California Sur), 8 de septiembre
- Matape (Sonora), 8 de septiembre.
- Molango (Hidalgo), 8 de septiembre
- Pesquería (Nuevo León), 10 de diciembre.
- Templo de San Juan Bautista de Analco (Durango)
- Virgen de Loreto, (Jiquipilco, Estado de México, México.), 6 de enero.
- (Aguascalientes) Virgen de Loreto, Loretito, Charco del toro, San Fco. De los Romo]] 10 de diciembre.
- Tultepec, Estado de México, 8 de septiembre.
- Ciudad de Guanajuato, Guanajuato, Templo de la Santa Casa de Loreto, 10 de diciembre.
- San Miguel de Allende, 8 de septiembre, Santa Casa de Loreto.

### PerúPerú
- Aviación peruana en general.
- Fuerza Aérea del Perú
- Virgen de Loreto patrona oficial de iure en el Departamento de Loreto

### Costa RicaCosta Rica
- Pavas, San José Parroquia Loreto.